# David Tanner
David Tanner é um ciclista australiano. Nasceu em Melbourne (Estado de Victoria) a 30 de setembro de 1984.
Estreiou como profissional em 2008 com a equipa Barloworld. Em 2011 alinhou pela equipa Saxo Bank Sungard e em 2013 passou ao Blanco Pro Cycling, equipa que mudou de nome prévio ao Tour de France, se chamando Belkin-Pro Cycling Team. Em 2015 militou pelo conjunto IAM Cycling.

## Palmarés
2010
- 1 etapa do Tour de Beauce
- 1 etapa do Tour da China
- 1 etapa do Tour de Utah

2015
- 1 etapa da Volta à Áustria

## Resultados em Grandes Voltas e Campeonatos do Mundo
| Carreira           | 2008 | 2009 | 2010 | 2011 | 2012 | 2013 | 2014 | 2015 | 2016 | 2017 | 2018 |
| ------------------ | ---- | ---- | ---- | ---- | ---- | ---- | ---- | ---- | ---- | ---- | ---- |
| Giro d'Italia      | -    | -    | -    | -    | -    | -    | 130º | -    | -    | -    | -    |
| Tour de France     | -    | -    | -    | -    | -    | -    | -    | -    | -    | -    | -    |
| Volta a Espanha    | -    | -    | -    | -    | -    | 106º | -    | Ab.  | -    | -    | -    |
| Mundial em Estrada | -    | -    | -    | -    | 42º  | Ab.  | -    | -    | -    | -    | -    |

-: não participa

Ab.: abandono

## Equipas
- Barloworld (2008)
- Rock Racing (2009)
- Fly V Australia (2010)
- Saxo Bank (2011-2012)
  - Saxo Bank-Sungard (2011)
  - Saxo Bank-Tinkoff Bank (2012)
- Branco/Belkin (2013-2014)
  - Blanco Pro Cycling (2013) [1]
  - Belkin-Pro Cycling Team (2013-2014)
- IAM Cycling (2015-2016)
- Vérandas Willems-Crelan[2] (01.07.2017-2018)